# 许毅
许毅（1917年—2010年），原名许仲华，男，汉族，江苏南通人，中国经济学家、财政学家，曾任中国人民建设银行行长，中国财政学会副会长，中国税务学会顾问。